# Мочалов, Вадим Геннадьевич
Вади́м Генна́дьевич Моча́лов (род. 6 января 1947) — советский киргизский легкоатлет, специалист по бегу на длинные дистанции, кроссу и марафону. Выступал за сборную СССР по лёгкой атлетике в 1970-х годах, бронзовый призёр чемпионата СССР, победитель первенств всесоюзного и республиканского значения, действующий рекордсмен Киргизии в дисциплинах 5000 и 10 000 метров. Представлял Фрунзе, спортивные общества «Алга» и «Трудовые резервы», Вооружённые силы. Мастер спорта СССР.

## Биография
Вадим Мочалов родился 6 января 1947 года. Уроженец посёлка Кант, занимался лёгкой атлетикой во Фрунзе, выступал за Киргизскую ССР, добровольные спортивные общества «Алга» и «Трудовые резервы», Советскую Армию.
Впервые заявил о себе на всесоюзном уровне в сезоне 1971 года, когда в беге на 10 000 метров финишировал пятым на Мемориале братьев Знаменских в Москве.
В 1972 году в той же дисциплине стал пятым на чемпионате СССР в Москве.
В 1973 году в составе советской сборной стартовал на впервые проводившемся чемпионате мира по кроссу в Варегеме — занял 73-е место в личном зачёте и вместе с соотечественниками стал серебряным призёром мужского командного зачёта. Помимо этого, в беге на 10 000 метров выиграл бронзовую медаль на чемпионате СССР в Москве, при этом установил свой личный рекорд 28:00.9, который до настоящего времени остаётся действующим рекордом Киргизии. Будучи студентом, представлял Советский Союз на Всемирной Универсиаде в Москве — в дисциплине 10 000 метров показал время 29:00.4, расположившись в итоговом протоколе на седьмой строке.
В 1974 году на дистанции 10 000 метров был девятым на Кубке Правды в Москве, седьмым на чемпионате СССР в Москве, первым на Мемориале братьев Знаменских в Москве, вторым в матчевой встрече со сборной Финляндии в Сочи.
В 1975 году в 10 000-метровой дисциплине стал четвёртым на Мемориале Знаменских в Москве и пятым на чемпионате страны в рамках VI летней Спартакиады народов СССР в Москве.
В 1976 году принимал участие в чемпионате мира по кроссу в Чепстоу, показал на финише 91-й результат. Также в беге на 5000 и 10 000 метров на Мемориале Знаменских в Сочи получил серебро и взял бронзу соответственно (в дисциплине 5000 метров установил личный рекорд и ныне действующий рекорд Киргизии — 13:34.2).
В 1979 году отметился выступлением на дистанции 10 000 метров на чемпионате страны в рамках VII летней Спартакиады народов СССР в Москве.
В 1980 году выступил на чемпионате СССР по марафону в Москве — показал время 2:14:26 и занял итоговое 14-е место.